# Theristria nigra
Theristria nigra is een insect uit de familie van de Mantispidae, die tot de orde netvleugeligen (Neuroptera) behoort. 
Theristria nigra is voor het eerst wetenschappelijk beschreven door Lambkin in 1986.